# (559800) 2015 DW224
(559800) 2015 DW224 est un objet transneptunien faisant partie des objets épars, d'un diamètre estimé à environ 200 km.